# Mount Crested Butte
Mount Crested Butte (abrégé en Mt. Crested Butte) est une ville américaine située dans le comté de Gunnison dans le Colorado. Elle se trouve au nord de Crested Butte.

## Démographie
Selon le recensement de 2010, Mount Crested Butte compte 801 habitants. La municipalité s'étend sur 2,22 milles carrés (5,75 km2).
| 1980 | 1990 | 2000 | 2010 | - | - |
| ---- | ---- | ---- | ---- | - | - |
| 272  | 264  | 707  | 801  | - | - |